# Radomyśl (rejon łucki)
Radomyśl (ukr. Радомишль) – wieś położona na Ukrainie, w rejonie łuckim, w obwodzie wołyńskim.